# Lateracanthus novus
Lateracanthus novus – gatunek widłonoga z rodziny Chondracanthidae. Nazwa naukowa tego gatunku skorupiaków została opublikowana w 1992 roku przez kanadyjskiego parazytologa polskiego pochodzenia Zbigniewa Kabatę.